# Cunusitani
Los cunusitani fueron una antigua tribu de Cerdeña.

## Historia
Descrito este antiguo pueblo por Ptolomeo (III, 3), los cunusitani habitaban al sur de los coracenses y al norte de los salcitani y los lucuidonenses.